# Gamma Leporis
Gamma Leporis (γ Lep, γ Leporis) è una stella della costellazione della Lepre di magnitudine +3,59. Si trova a 29,2 anni luce di distanza dal sistema solare ed è una stella binaria, composta da due stelle di sequenza principale, separabili anche a occhio nudo data la distanza di ben 97 secondi d'arco tra le componenti.

## Caratteristiche fisiche
La principale, Gamma Leporis A, è una stella di sequenza principale di classe F poco più massiccia del Sole e 2,6 volte più luminosa.
Ruota più velocemente del Sole, in appena 5,6 giorni alla velocità di 29 km/s.
Gamma Leporis B è invece una nana arancione di tipo K2V, è meno massiccia del Sole (83%), e la sua luminosità è meno di un terzo di quella solare. Orbita attorno alla principale in un periodo di almeno 8700 anni, ad oltre 870 UA di distanza. Osservazioni nell'infrarosso della stella sembrano evidenziare l'esistenza di un disco circumstellare attorno alla stella, che è anche catalogata tra le variabili BY Draconis, in quanto la sua luminosità oscilla di 0,06 magnitudini nell'arco di un periodo di 21,4 giorni.
Per le sue caratteristiche fisiche Gamma Leporis è stata inserita come uno dei principali obiettivi del Terrestrial Planet Finder, la missione per la ricerca di pianeti di tipo terrestre che possano albergare la vita, ora posticipato a tempo indefinito.